# Athlétisme aux Jeux méditerranéens de 2005
Navigation
Les compétitions d'athlétisme des Jeux méditerranéens de 2005 se sont déroulées au Mediterráneo Stadium d'Almería, du 29 juin au 2 juillet 2005.

## Résultats

### Hommes
| Épreuve           | Or                                                                                  | Argent                                                                             | Bronze                                                                     |
| ----------------- | ----------------------------------------------------------------------------------- | ---------------------------------------------------------------------------------- | -------------------------------------------------------------------------- |
| 100 m             | Matic Osovnikar 10 s 35                                                             | Lueyi Dovy 10 s 40                                                                 | Marco Torrieri 10 s 46                                                     |
| 200 m             | Matic Osovnikar 20 s 75                                                             | Alessandro Attene 20 s 97                                                          | Josip Šoprek 21 s 02                                                       |
| 400 m             | Sofiane Labidi 45 s 60                                                              | Željko Vincek 45 s 90                                                              | Ridha Ghali 45 s 95                                                        |
| 800 m             | Antonio Reina 1 min 47 s 03                                                         | Eugenio Barrios 1 min 47 s 36                                                      | Amine Laalou 1 min 47 s 58                                                 |
| 1 500 m           | Arturo Casado 3 min 45 s 61                                                         | Adil Kaouch 3 min 45 s 78                                                          | Christian Obrist 3 min 45 s 88                                             |
| 5 000 m           | Ali Saïdi Sief 13 min 29 s 94                                                       | Hicham Bellani 13 min 30 s 35                                                      | Khoudir Aggoune 13 min 30 s 54                                             |
| 10 000 m          | Mohammed Amyn 29 min 13 s 05                                                        | Carlos Castillejo 29 min 13 s 91                                                   | El Hassan Lahssini 29 min 15 s 86                                          |
| Semi-marathon     | Saïd Belhout 1 h 05 min 01 s                                                        | Abdelkebir Lamachi 1 h 05 min 05 s                                                 | José Manuel Martínez 1 h 05 min 12 s                                       |
| 3 000 m steeple   | Brahim Boulami 8 min 15 s 15                                                        | Antonio David Jiménez 8 min 24 s 47                                                | Gaël Pencreach France 8 min 25 s 82                                        |
| 110 m haies       | Felipe Vivancos 13 s 53                                                             | Andrea Giaconi 13 s 69                                                             | Jurica Grabušić 13 s 73                                                    |
| 400 m haies       | Gianni Carabelli 49 s 32                                                            | Laurent Ottoz 49 s 41                                                              | Platon Gavelas 49 s 99                                                     |
| Saut en hauteur   | Kyriákos Ioánnou 2,24 m                                                             | Ioannis Konstadinou 2,21 m                                                         | Grégory Gabella 2,21 m                                                     |
| Saut à la perche  | Konstadínos Filippídis 5,60 m                                                       | Pierre-Charles Peuf 5,55 m                                                         | Jérôme Clavier 5,55 m                                                      |
| Saut en longueur  | Salim Sdiri 8,05 m                                                                  | Issam Nima 7,92 m                                                                  | Asterios Nousios 7,91 m                                                    |
| Triple saut       | Hrístos Melétoglou 17,09 m                                                          | Tarik Bougtaib 17,00 m                                                             | Sébastien Pincemail 16,73 m                                                |
| Lancer du poids   | Edis Elkasević 20,26 m                                                              | Manuel Martínez 19,97 m                                                            | Hamza Alić 19,49 m                                                         |
| Lancer du disque  | Mario Pestano 63,96 m                                                               | Igor Primc 59,27 m                                                                 | Ercüment Olgundeniz 54,90 m                                                |
| lancer du marteau | Eşref Apak 77,88 m                                                                  | Aléxandros Papadimitríou 75,57 m                                                   | Nicolas Figère 75,30 m                                                     |
| Lancer du javelot | Vitolio Tipotio 75,20 m                                                             | Francesco Pignata 74,51 m                                                          | Firas Al-Mohammed 73,49 m                                                  |
| Décathlon         | Romain Barras 8 127 pts                                                             | Rudy Bourguignon 7 886 pts                                                         | Hamdi Dhouibi 7 847 pts                                                    |
| 20 km marche      | Paquillo Fernández 1 h 22 min 45 s                                                  | Juan Manuel Molina 1 h 24 min 11 s                                                 | Michele Didoni 1 h 26 min 06 s                                             |
| 4 × 100 m         | Italie Luca Verdecchia Alessandro Attene Massimiliano Donati Marco Torrieri 39 s 13 | France Frédéric Krantz Ydrissa M'Barke Christophe Cheval Jimmy Melfort 39 s 49     | Slovénie Matjaž Borovina Matic Osovnikar Boštjan Fridrih Jan Žumer 39 s 57 |
| 4 × 400 m         | Espagne David Canal David Testa Eugenio Barrios Antonio Reina 3 min 3 s 65          | France Abderrahim El Haouzy Ahmed Douhou Rémi Wallard Richard Maunier 3 min 4 s 84 | Tunisie Ridha Ghali Laroussi Titi Kamel Tabbal Sofiane Labidi 3 min 6 s 13 |

### Femmes
| Épreuves          | Or                                                                              | Argent                                                                                             | Bronze                                                                        |
| ----------------- | ------------------------------------------------------------------------------- | -------------------------------------------------------------------------------------------------- | ----------------------------------------------------------------------------- |
| 100 m             | Véronique Mang 11 s 44                                                          | Sylviane Félix 11 s 46                                                                             | Vukosava Djapic 11 s 58                                                       |
| 200 m             | Alenka Bikar 23 s 65                                                            | Lina Jacques-Sébastien 23 s 75                                                                     | Fabé Dia 23 s 78                                                              |
| 400 m             | Dimitra Dova 52 s 67                                                            | Phara Anacharsis 52 s 70                                                                           | Klodiana Shala 53 s 23                                                        |
| 800 m             | Laetitia Valdonado 2 min 01 s 71                                                | Élisabeth Grousselle 2 min 02 s 47                                                                 | Binnaz Uslu 2 min 02 s 68                                                     |
| 1 500 m           | Fatma Lanouar 4 min 10 s 77                                                     | Sonja Stolic 4 min 10 s 92                                                                         | Nuria Fernández 4 min 11 s 20                                                 |
| 5 000 m           | Margaret Maury 15 min 22 s 59                                                   | Asmae Leghzaoui 15 min 23 s 30                                                                     | Silvia Weissteiner 15 min 28 s 50                                             |
| 10 000 m          | Souad Aït Salem 32 min 55 s 48                                                  | Asmae Leghzaoui 32 min 59 s 24                                                                     | Olivera Jevtić 33 min 30 s 4                                                  |
| Semi-marathon     | Zhor El Kamch 1 h 13 min 50 s                                                   | Rosaria Console 1 h 15 min 40 s                                                                    | Olivera Jevtić 1 h 16 min 32 s                                                |
| 100 m haies       | Glory Alozie 12 s 90                                                            | Adrianna Lamalle 12 s 99                                                                           | Flora Rentoumi 13 s 16                                                        |
| 400 m haies       | Benedetta Ceccarelli 55 s 76                                                    | Cora Olivero 55 s 85                                                                               | Monika Niederstätter 56 s 39                                                  |
| Saut en hauteur   | Ruth Beitia 1,95 m                                                              | Melanie Skotnik 1,95 m                                                                             | Marta Mendía 1,89 m                                                           |
| Saut à la perche  | Vanessa Boslak 4,40 m                                                           | Anna Fitidou 4,25 m                                                                                | Afroditi Skafida 4,15 m                                                       |
| Saut en longueur  | Fiona May 6,64 m                                                                | Niurka Montalvo 6,55 m                                                                             | Concepción Montaner 6,49 m                                                    |
| Triple saut       | Baya Rahouli 14,98 m                                                            | Carlota Castrejana 14,60 m                                                                         | Chrysopiyí Devetzí 14,33 m                                                    |
| Lancer du poids   | Cristiana Checchi 18,59 m                                                       | Laurence Manfredi 17,47 m                                                                          | Chiara Rosa 17,34 m                                                           |
| Lancer du disque  | Dragana Tomaševic 62,10 m                                                       | Laura Bordigno 57,98 m                                                                             | Vera Begić 56,53 m                                                            |
| Lancer du marteau | Ester Balassini 71,17 m                                                         | Clarissa Claretti 69,24 m                                                                          | Alexandra Papageorgiou 67,13 m                                                |
| Lancer du javelot | Aggeliki Tsiolakoudi 62,61 m                                                    | Zahra Bani 62,36 m                                                                                 | Mercedes Chilla 57,69 m                                                       |
| Heptathlon        | Marie Collonvillé 6 017 pts                                                     | Argyro Strataki 5 943 pts                                                                          | Anzhela Atroshchenko 5 870 pts                                                |
| 20 km marche      | Elisa Rigaudo 1 h 32 min 44 s                                                   | María Vasco 1 h 34 min 28 s                                                                        | Beatriz Pascual 1 h 36 min 27 s                                               |
| 4 × 100 m         | France Véronique Mang Lina Jacques-Sébastien Fabé Dia Carima Louami 43 s 75     | Espagne Carmen Blay Belén Recio Cristina Sanz Glory Alozie 44 s 47                                 | Italie Elena Sordelli Daniela Bellanova Manuela Grillo Doris Tomasini 45 s 18 |
| 4 × 400 m         | Espagne Julia Alba Belén Recio Cora Olivero Maria Teresa Martinez 3 min 31 s 45 | France Phara Anacharsis Laetitia Valdonado Olivia Abderrhamanne Élisabeth Grousselle 3 min 31 s 86 | Turquie Ozge Gurler Birsen Bekgoz Binnaz Uslu Pinar Saka 3 min 40 s 75        |

## Tableau des médailles
| Rang  | Nation               | Or | Argent | Bronze | Total |
| ----- | -------------------- | -- | ------ | ------ | ----- |
| 1     | France               | 10 | 13     | 7      | 30    |
| 2     | Espagne              | 9  | 11     | 6      | 26    |
| 3     | Italie               | 7  | 8      | 8      | 23    |
| 4     | Grèce                | 4  | 2      | 6      | 12    |
| 5     | Algérie              | 4  | 1      | 2      | 7     |
| 6     | Maroc                | 3  | 6      | 1      | 10    |
| 7     | Tunisie              | 3  | 1      | 3      | 7     |
| 8     | Slovénie             | 3  | 1      | 2      | 6     |
| 9     | Chypre               | 1  | 2      | 0      | 3     |
| 10    | Croatie              | 1  | 1      | 3      | 5     |
| 11    | Serbie-et-Monténégro | 1  | 1      | 2      | 4     |
| 12    | Turquie              | 1  | 0      | 4      | 5     |
| 13    | Albanie              | 0  | 0      | 1      | 1     |
| 13    | Bosnie-Herzégovine   | 0  | 0      | 1      | 1     |
| 13    | Syrie                | 0  | 0      | 1      | 1     |
| Total | Total                | 47 | 47     | 47     | 141   |